# Doizieux
Doizieux település Franciaországban, Loire megyében. Lakosainak száma 861 fő (2022. január 1.). Doizieux La Valla-en-Gier, Véranne, Colombier, Pélussin, Saint-Chamond és La Terrasse-sur-Dorlay községekkel határos.

## Népesség
A település népességének változása:
| Lakosok száma | 520  | 521  | 594  | 789  | 847  | 832  | 831  | 835  | 843  | 861  |
|               | 1968 | 1982 | 1990 | 2006 | 2013 | 2015 | 2017 | 2019 | 2020 | 2022 |